# Bob Kinney
Robert Paul "Bob" Kinney (Fort Scott, Kansas, 16 de septiembre de 1920-Asheville, Carolina del Norte,
2 de septiembre de 1985) fue un jugador de baloncesto estadounidense que disputó dos temporadas entre la BAA y la NBA, además de jugar previamente en la NBL y posteriormente en la NPBL. Con 1,98 metros de estatura, jugaba en la posición de pívot.

## Trayectoria deportiva

### Universidad
Jugó durante tres temporadas con los Owls de la Universidad de Rice, siendo elegido en todas ellas en el mejor quinteto de la Southwest Conference tras promediar 12,5, 13,7 y 14,7 puntos por partido, respectivamente, liderando la conferencia en anotación en 1940 y 1942, consiguiendo 1000 puntos en total. Fue incluido en el segundo quinteto consensuado All-American en 1941, y en el primero en 1942.

### Profesional
Comenzó su andadura profesional con los Fort Wayne Pistons, entonces en la NBL, con los que llegó a la BAA en 1948, con los que jugó 37 partidos, promediando 6,9 puntos y 1,4 asistencias, antes de ser traspasado mediada la temporada a los Boston Celtics.
En su única temporada completa en los Celtics fue el máximo anotador del equipo, promediando 11,1 puntos por partido. Al año siguiente fichó por los Anderson Packers, que competían esa temporada en la NPBL, llegando a ser uno de los mejores anotadores de la liga, promediando 12,4 puntos por partido.

#### Estadísticas en la BAA y la NBA

##### Temporada regular
| Temporada | Edad | Equipo             | Liga  | P   | TC  | TCA  | %TC  | TL  | TLA | %TL  | R.OF. | R.DEF. | REB | ASIS | FP  | PTS  |
| 1948-49   | 28   | TOTAL              | BAA   | 58  | 2.8 | 8.5  | .325 | 2.3 | 4.0 | .581 |       |        |     | 1.3  | 3.9 | 7.9  |
| 1948-49   | 28   | Fort Wayne Pistons | BAA   | 37  | 2.3 | 7.3  | .317 | 2.2 | 3.9 | .573 |       |        |     | 1.4  | 3.6 | 6.9  |
| 1948-49   | 28   | Boston Celtics     | BAA   | 21  | 3.6 | 10.7 | .335 | 2.6 | 4.3 | .593 |       |        |     | 1.2  | 4.2 | 9.7  |
| 1949-50   | 29   | Boston Celtics     | NBA   | 60  | 3.9 | 10.4 | .375 | 3.4 | 5.3 | .628 |       |        |     | 1.7  | 4.2 | 11.1 |
| Total     |      |                    | TOTAL | 118 | 3.3 | 9.5  | .353 | 2.9 | 4.7 | .608 |       |        |     | 1.5  | 4.0 | 9.5  |
|           |      |                    | NBA   | 60  | 3.9 | 10.4 | .375 | 3.4 | 5.3 | .628 |       |        |     | 1.7  | 4.2 | 11.1 |
|           |      |                    | BAA   | 58  | 2.8 | 8.5  | .325 | 2.3 | 4.0 | .581 |       |        |     | 1.3  | 3.9 | 7.9  |